# オットー・ゲオルク・ティーラック
オットー・ゲオルク・ティーラック（Otto Georg Thierack, 1889年4月19日 ‐ 1946年11月22日）は、ドイツの軍人、法曹、裁判官、政治家。ヒトラー内閣の法務大臣を務めた。陸軍における最終階級は中尉。

## 経歴
ドイツ帝国領邦ザクセン王国ヴルツェン出身。第一次世界大戦の際に軍に志願し、中尉まで昇進した。顔の傷はこの時負ったものである。また二級鉄十字章を受けている。敗戦後、戦争で中断していた法学の勉強に戻り、裁判所試補試験に合格した。ザクセン州の裁判所で勤務した。
1932年8月1日に国家社会主義ドイツ労働者党（ナチス党）に入党。
ナチス党政権掌握後の1933年5月にはザクセン州法相となる。
さらに1936年には人民法廷（Volksgerichtshof）の長官に任じられた。
1942年8月にヒトラー内閣の法相に任命された。空席となった人民法廷長官にはローラント・フライスラーを任じた。ティーラックの急速な昇進には彼がナチス党員であるというだけでなく、「Nationalsozialistischer Rechtswahrerbund」（国家社会主義法律家同盟）というナチス系法律家団体のリーダーをしていたこともあると思われる。同年には、ベルリン郊外のプレッツェンゼー刑務所に絞首台を設置させた。この絞首台により、ヒトラー暗殺未遂事件の関係者など多くの囚人が処刑された。
1944年9月8日に、フライスラーのあまりにも狂乱した審理の進め方に遺憾の意を報告するテレタイプをマルティン・ボルマン宛に送っており、裁判の政治的な進め方はともかくも審理の進め方その物には注意を促していた。
敗戦濃厚となった1945年になると、ティーラックは暴走を強めていく。赤軍の侵攻により脱出したケーニヒスベルクの高等地方裁判所長官のマックス・ドレーガーら2名を逮捕させ、敵前逃亡として厳しく尋問。ドレーガーは処刑され、もう一人は獄中で自殺した。アドルフ・ヒトラーの死の直前の同年4月20日にベルリンから脱出したが、5月2日にオイティンにいたのが確認されている以外はほとんど消息を絶っていた。ヒトラーの政治的遺書でも法務大臣に指名されていたが、同年5月6日付で終戦処理政府大統領のカール・デーニッツにより法務大臣を解任される（政治的遺書は一部を除いてデーニッツには伝わっていなかった）。
敗戦後に連合軍に逮捕された。ニュルンベルク継続裁判の「法曹裁判」にかけられる予定であったが、その前に収監先のゼンネラーガーで、隠し持っていた青酸のカプセルにより自殺した。